# 古代史
古代史是指从文字和人类历史记录的开端到晚期古代的时间段。信史的跨度大约有5000年，从苏美尔楔形文字的发明，一直到晚期古代伊斯兰扩张为止。古代史涵盖了公元前3000年到公元500年期间人类居住的所有大陆。三时代系统将古代历史分为石器时代、青铜时代和铁器时代，信史通常被认为是从青铜时代开始的。三个时代的起点和终点在世界各地都有所不同。在许多地区，青铜时代通常被认为始于公元前3000年之前的几个世纪，而铁器时代的结束在某些地区被认为是公元前第一个千年初期，而其他地区则是公元后第一个千年末期。
在古代史的这段时间里，世界人口因为新石器革命的全面推进已经呈指数性增长。在公元前10,000年的世界人口为200万，到了公元前3000年增长至4500万。到了公元前1000年的铁器时代时世界人口增加至7200万。当到了古代时期结束的公元500年时，世界人口被认为已达到2.09亿。在这10,500年间，世界人口增长了100倍。

## 時間上限
其所指稱的歷史時期依各文明發展情況快慢而有所不同，但就其上限而言，一般是以出現文字作為古代史與史前史之分界。

## 時間下限
古代史之下限，則各文明不同。
就中國歷史而言，依照中华人民共和国的官方史學，稱呼1840年以前的全部中國歷史為「中國古代史」。
在台灣、日本、西方國家，「古代史」可能為先秦的同義語（此時又稱「上古史」）；以內藤湖南為代表的多數日本史學家則以東漢滅亡為中國古代史的下限（如谷川道雄《世界帝國的形成》）。
歐洲歷史通常以西羅馬帝國滅亡（476年）為下限；也有以610年為下限。
日本歷史通常以1192年鎌倉幕府建立，或者是1160年代平清盛建立第一個武家政權為從古代到中世的下限。
古代史後之歷史時期，一般稱為「中世紀」或「中古」；但如採用1840年以前為「中國古代史」這種說法時，之後就直接銜接「中國近代史」。

## 史前时期
史前时期是指有文字记录之前的时期。我们对那个时期的大部分了解都来自于考古学家的研究。史前时期通常被称为石器时代，分为旧石器时代、中石器时代和新石器时代。
在旧石器时代晚期的早期人类迁徙中，直立人（Homo erectus）在180万年前扩散到欧亚大陆。人类使用火的证据最早可追溯到180万年前，但这一个日期存在许多争议，而普遍接受使用火的证据则可以追溯到78万年前。人们实际使用炉灶的证据首次出现于40万年前。智人（现代人类）的出现日期大约在25万到16万年前，而这些不同的日期是分别参考了DNA研究和化石研究。大约5万年前，智人开始从非洲迁徙出来。他们大约在4.5万年前到达澳大利亚，差不多同一时间到达西南欧，大约在4万年前到达东南欧和西伯利亚，并在大约3万年前到达日本。人类大约在1.5万年前迁徙到美洲。
在公元前9000年，有关农业出现的证据在现今的土耳其东部被发现，并通过新月沃地传播。人类在哥貝克力山丘（Göbekli Tepe）的定居可以追朔到公元前9500年，那里可能拥有世界上最古老的神庙。考古学家们在尼罗河谷发掘证据显示高粱和小米的种植始于公元前8000年，西非地区的山药种植或许也可以追溯到同一时期。中国小米、水稻和豆类的种植开始于公元前7000年。新几内亚的芋头种植也可追溯到大约公元前7000年，与中美洲的南瓜种植或许共享同一日期。在15,000或更早年前，人类开始驯化狗。绵羊和山羊大约在公元前9000年于新月沃地被驯化，与最早的农业证据相伴而生。其他的动物如猪和家禽则在后来被驯化并作为人类的食物来源。牛和水牛大约在公元前7000年被驯化，马、驴和骆驼则大约在公元前4000年被驯化。这些动物不仅被用作食物的来源，还用于运载和拉动人类或货物，大大提高了人类的劳动能力。犁的发明在公元前6000年进一步提高了农业的生产效率。
在公元前6000年左右，考古学家在西亚发现了铜矿石的冶炼技术，而在公元前2000年之前，东亚也独立发展了这一项技术。然而在此之前，人类就已经使用锤打来制作铜制品。黄金和白银的使用可以被追溯到公元前6000年至5000年之间。合金技术大约始于公元前3500年的美索不达米亚的青铜冶炼，并在公元前2000年左右在中国独立发展。陶器的制作在世界各地独立发展，最早的烧制陶器出现在日本的绳纹文化和西非的马里地区。大约在公元前5000年至4000年之间，陶轮被发明出来。到了公元前3000年左右，陶盘被改进和使用在为带轮的车辆，使人类能够更轻松地靠人力或动物运载货物。
文字的出现在历史上分别在五个不同的地方独立发展：美索不达米亚、埃及、印度、中国和中美洲。到了公元前3400年，“原始文字”楔形文字在中东传播开来。大约在公元前3200年，埃及发展出了自己的象形文字系统。到了公元前2800年，印度河流域文明发展出了印度河文字，这种文字至今尚未被解读。中国的汉字甲骨文在商朝时期独立发展，时间大约在公元前1600年至公元前1100年之间。中美洲的文字可以追溯到公元前600年，由萨波特克文明创造。

## 各地区的古代史

### 西亚历史
古代近东被认为是人类文明的摇篮。它是最早实行全年密集农业的地区；古代近东的人们创造了最早的书写系统之一，发明了陶轮和车轮，建立了最早的中央政府、法律法规和帝国，同时创造了社会分层、奴隶制和有组织的战争。古代近东的人们还开始研究天文学和数学。
美索不达米亚

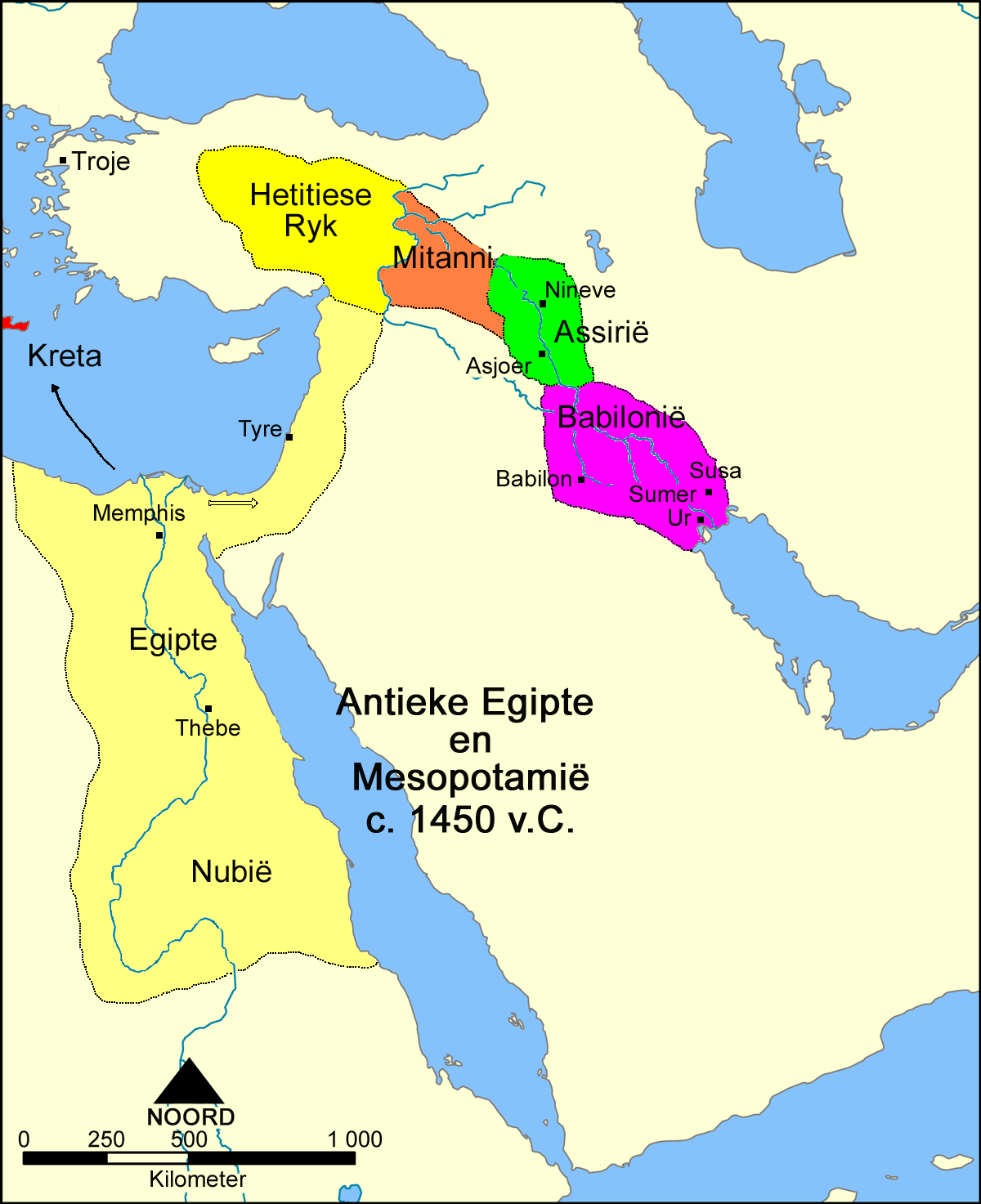
公元前15世纪位于巴比伦尼亚上游的亚述领土，米坦尼和赫梯帝国的下游，其主要城市是亚述古城和尼尼微。

美索不达米亚是世界上最早的已知文明发源地之一。大约公元前8000年，随着哈拉夫文化的发展，农业社区也在该地区出现，并延续到大约公元前6000年的欧贝德时期。各大城市在乌鲁克时期（公元前4000年–3100年）开始形成，并在捷姆迭特·那色时期（公元前3100年–2900年）和美索不达米亚早王朝时期（公元前2900年–2350年）得到了更进一步的发展。由于当时的经济模式能够生产出多余的、可以长期储存的食物，人们不再需要像以前那样不断地迁徙以寻找新的作物和牧群，而是可以定居在一个固定的地点。这也使得当地人口密度大大增加，这反而需要更庞大的劳动力和劳动分工。随着社会组织的复杂化和人们定居生活的出现，记录和管理各种信息变得越来越重要。
巴比伦尼亚是位于美索不达米亚南部（现代伊拉克南部）的一个亚摩利城邦，首都是巴比伦。巴比伦尼亚的形成是因为汉谟拉比将前苏美尔王国和阿卡德帝国的领土统一成一个帝国。
新巴比伦帝国（或称迦勒底），是公元前7世纪和6世纪的巴比伦尼亚。在尼布甲尼撒二世的统治下，该帝国征服了耶路撒冷。这个帝国还建造了巴比伦空中花园和至今仍保存的被作为首都巴比伦的建筑装饰伊什塔尔城门。
阿卡德成为了阿卡德帝国的首都。尽管考古学家进行了广泛的搜索，但精确的遗址至今仍未被找到。在阿卡德王萨尔贡大帝征服了该地区后，阿卡德在公元前2330年至2150年间达到了其权力的巅峰。随着萨尔贡帝国的扩张，阿卡德语（即以阿卡德城市命名的亚卡底语）迅速在该地区传播开来，并取代了美索不达米亚的苏美尔语，到公元前1450年时阿卡德语已经成为近东地区主要的外交语言。
亚述最初只是位于上底格里斯河的一个地区，但是在公元前19世纪，亚述在这个地区建立了一个小规模的国家。亚述以首都亚述城来作为这个国家的名字。随着亚述成为一个国家和帝国，它的领土扩展到了整个美索不达米亚新月沃地地区、埃及以及大部分安纳托利亚。在这个背景下，“真正的亚述”指的是美索不达米亚的大致北半部分（南半部分则是巴比伦尼亚），其首都为尼尼微。亚述国王在历史上曾在三个不同的时期统治了一个大王国。这些时期被称为古亚述（公元前20至18世纪）、中亚述（公元前14至11世纪）和新亚述（公元前9至7世纪）王国或时期。
米坦尼是公元前1500年左右在北美索不达米亚建立的一个胡里安帝国。米坦尼人征服并控制了亚述，直到公元前14世纪，同时与埃及争夺现代叙利亚部分地区的控制权。其首都为瓦舒卡尼，其确切位置尚未被考古学家确定。